# Tournoi de tennis d'Essen
Le Masters d'Essen est un tournoi de tennis masculin du circuit ATP et féminin du circuit WTA.
Le tournoi masculin a appartenu à la catégorie des ATP Super 9 pour une seule édition : en 1995, Thomas Muster l'ayant remporté en simple, et Jacco Eltingh et Paul Haarhuis en double. Il prend cette année-là la suite du Masters de Stockholm et, est remplacé dès l'année suivante, en 1996, par le Masters de Stuttgart. Auparavant, un tournoi du circuit WCT s'est tenu à Essen en 1972.
Quatre éditions du tournoi féminin ont été organisées de 1992 à 1996 sous l'appellation "Nokia Grand Prix" jusqu'en 1994 puis "Faber Grand Prix" en 1996. Le tournoi de Hanovre lui succède an 1997 sous la même appellation.

## Palmarès dames

### Simple
| No | Date       | Nom et lieu du tournoi  | Catégorie      | Dotation       | Surface         | Vainqueure        | Finaliste          | Score          |                |
| -- | ---------- | ----------------------- | -------------- | -------------- | --------------- | ----------------- | ------------------ | -------------- | -------------- |
| 1  | 03-02-1992 | Nokia Grand Prix, Essen | Tier II        | 350 000 $      | Moquette (int.) | Monica Seles      | Mary Joe Fernández | 6-0, 6-3       | Tableau        |
| 2  | 25-10-1993 | Nokia Grand Prix, Essen | Tier II        | 375 000 $      | Moquette (int.) | Natalia Medvedeva | Conchita Martínez  | 6-7, 7-5, 6-4  | Tableau        |
| 3  | 24-10-1994 | Nokia Grand Prix, Essen | Tier II        | 400 000 $      | Moquette (int.) | Jana Novotná      | Iva Majoli         | 6-2, 6-4       | Tableau        |
|    | 1995       | Pas de tournoi          | Pas de tournoi | Pas de tournoi | Pas de tournoi  | Pas de tournoi    | Pas de tournoi     | Pas de tournoi | Pas de tournoi |
| 4  | 19-02-1996 | Faber Grand Prix, Essen | Tier II        | 450 000 $      | Moquette (int.) | Iva Majoli        | Jana Novotná       | 7-5, 1-6, 7-6  | Tableau        |

### Double
| No | Date       | Nom et lieu du tournoi | Catégorie      | Dotation       | Surface         | Vainqueures                      | Finalistes                      | Score          |                |
| -- | ---------- | ---------------------- | -------------- | -------------- | --------------- | -------------------------------- | ------------------------------- | -------------- | -------------- |
| 1  | 03-02-1992 | Nokia Grand Prix Essen | Tier II        | 350 000 $      | Moquette (int.) | Katerina Maleeva Barbara Rittner | Sabine Appelmans Claudia Porwik | 7-5, 6-3       | Tableau        |
| 2  | 25-10-1993 | Nokia Grand Prix Essen | Tier II        | 375 000 $      | Moquette (int.) | Arantxa Sánchez Helena Suková    | Wiltrud Probst Christina Singer | 7-6, 6-2       | Tableau        |
| 3  | 24-10-1994 | Nokia Grand Prix Essen | Tier II        | 400 000 $      | Moquette (int.) | Maria Lindström Maria Strandlund | Eugenia Maniokova Leila Meskhi  | 6-2, 6-1       | Tableau        |
|    | 1995       | Pas de tournoi         | Pas de tournoi | Pas de tournoi | Pas de tournoi  | Pas de tournoi                   | Pas de tournoi                  | Pas de tournoi | Pas de tournoi |
| 4  | 19-02-1996 | Faber Grand Prix Essen | Tier II        | 450 000 $      | Moquette (int.) | Meredith McGrath Larisa Neiland  | Lori McNeil Helena Suková       | 3-6, 6-3, 6-2  | Tableau        |

## Palmarès messieurs

### Simple
| No | Date       | Nom et lieu du tournoi | Catégorie      | Dotation       | Surface         | Vainqueur      | Finaliste          | Score                   |                |
| -- | ---------- | ---------------------- | -------------- | -------------- | --------------- | -------------- | ------------------ | ----------------------- | -------------- |
| 1  | 29-10-1972 | , Essen                |                | NC $           | Moquette (int.) | Nikola Pilić   | Robert Lutz        | 4-6, 6-4, 3-6, 6-4, 7-6 |                |
|    | 1973-1994  | Pas de tournoi         | Pas de tournoi | Pas de tournoi | Pas de tournoi  | Pas de tournoi | Pas de tournoi     | Pas de tournoi          | Pas de tournoi |
| 2  | 23-10-1995 | Eurocard Open, Essen   | Super 9        | 1 844 000 $    | Moquette (int.) | Thomas Muster  | MaliVai Washington | 7-6, 2-6, 6-3, 6-4      | Tableau        |

### Double
| No | Date       | Nom et lieu du tournoi | Catégorie | Dotation    | Surface         | Vainqueurs                  | Finalistes             | Score    |         |
| -- | ---------- | ---------------------- | --------- | ----------- | --------------- | --------------------------- | ---------------------- | -------- | ------- |
| 1  | 23-10-1995 | Eurocard Open, Essen   | Super 9   | 1 844 000 $ | Moquette (int.) | Jacco Eltingh Paul Haarhuis | Cyril Suk Daniel Vacek | 7-5, 6-4 | Tableau |